# Nicht ganz koscher – Eine göttliche Komödie
Nicht ganz koscher – eine göttliche Komödie (auch No Name Restaurant) ist ein deutscher Spielfilm von Stefan Sarazin und Peter Keller aus dem Jahr 2022. Die Premiere war am 29. Juni 2022 beim Filmfest München, die ARD-Erstausstrahlung am 3. August 2025.

## Handlung
Die schrumpfende jüdische Gemeinde von Alexandria steht vor der Auflösung. Durch den überraschenden Tod eines Mitglieds besteht sie aus nur noch neun männlichen Gläubigen, also einen Mann zu wenig für einen Minjan und damit einen regulären Gottesdienst. Einer alten Vereinbarung mit dem ägyptischen Staat gemäß würde dann die Gemeinde aufgelöst und ihr gesamter Besitz dem Staat zufallen, es sei denn, es gelänge, für den Gottesdienst des bevorstehenden Pessachfests rechtzeitig einen zehnten Mann aufzutreiben. Der Hilferuf des Gemeindevorstehers erreicht einen entfernten Verwandten in Jerusalem, bei dem zufällig gerade Ben, ein ultra-orthodoxer Jude aus Brooklyn ankommt, der nur zu gerne die Mission nach Ägypten zu reisen annimmt, um wieder einmal seiner Verheiratung zu entgehen.
Doch Bens Reise scheint zu scheitern. Er verpasst seinen Flug und nach einem Versuch mit Taxi und Bus strandet er mitten in der Sinai-Wüste. Dort trifft er auf Adel, einen Beduinen auf der Suche nach seinem entlaufenen Kamel. Die beiden vertreten sehr unterschiedliche Kulturen: Ben, amerikanischer Hasside, der das knappe Wasser nicht nur zum Trinken, sondern allzu reichlich für rituelle Waschungen verwendet, und der Moslem Adel, dessen Leben durch die sich verändernden Lebensrealitäten der ägyptischen Beduinen bestimmt ist. Die gemeinsame Fahrt durch die Wüste endet im Desaster. Zwangsläufig nähern sich die beiden Männer an und letztlich rettet Adel und nicht Ben die alexandrinische Gemeinde.
Der Film endet mit der Eröffnung des „No Name Restaurants“ in der Wüste. Der Name bezieht sich auf eine Kernaussage des Films: Den Tod vor Augen kamen Ben und Adel auf ihren jeweiligen Glauben zu sprechen und stolperten über die eigentlich banale Erkenntnis, dass sie ein und denselben Gott anbeten: Die jüdische Gottesbezeichnung HaSchem, wörtlich „der Name“, vermeidet eine konkrete Namensgebung und damit die Verkleinerung des Göttlichen. Aus eben diesem Grund besitzt Allah 99 Namen. Adel: „Many names, no name - same,same!“

## Synchronisation
| Ben        | Luzer Twersky    | Jaron Löwenberg      |
| Adel       | Hitham Omari     | Karim Chamlali       |
| Gaon       | Makram Khoury    | Hans Bayer           |
| Ari        | Riyad Sliman     |                      |
| Präfekt    | Yussuf Abu-Warda | Hans-Eckart Eckhardt |
| Ada        | Raida Adon       | Aline Staskowiak     |
| Yechiel    | Sinai Peter      | Rainer Gerlach       |
| Taxifahrer | Josh Sagie       |                      |

## Kritiken
Artechock lobt den Film:

„Der Film wurde mit dem Bayerischen Filmpreis 2021 ausgezeichnet und kann sich leuchtender Fixstern am ansonsten oft dunklen deutschen Komödienhimmel nennen, vorausgesetzt, man sieht den Film im Original.“

Der NDR ist ebenfalls angetan:

„‚Nicht ganz koscher‘ ist ein stimmungsvolles Roadmovie durch den Sinai und ein erstaunlich launiges Plädoyer für eine Verständigung zwischen Juden und Arabern. Gleichzeitig spielt der Film ironisch mit den gängigen Stereotypen.“

Epd-Film macht kleine Abstriche:

„In den Überlebenslektionen der Wüste, Quelle dreier Weltreligionen, werden Lebenspraxis und biblische Weisheit synchronisiert und unprätentiös fundamentale Gemeinsamkeiten veranschaulicht. […] Umso bedauerlicher deshalb, dass dem unkonventionellen Roadmovie ein Happy End angepappt wird, wie es abgeschmackter nicht sein könnte.“

## Auszeichnungen und Bewertungen
- Der Film wurde von der Filmbewertungsstelle mit dem Prädikat „Besonders wertvoll“ ausgezeichnet[6]
- Bayerischer Filmpreis 2021
- Deutscher Drehbuchpreis 2011[7]
- Günter-Rohrbach-Filmpreis 2022 – Preis der Saarland Medien GmbH (Stefan Sarazin und Peter Keller)[8][9]
- Fritz-Gerlich-Filmpreis 2022
- One-Future-Preis 2022 auf dem Filmfest München